# Barbizon 63
Le Barbizon 63 est un bâtiment résidentiel de New York, aux États-Unis. Inauguré à la fin des années 1920, il servit autrefois, sous le nom de Barbizon Hotel for Women, de point de chute dans la ville pour les femmes de province qui venaient y travailler. Il est inscrit au Registre national des lieux historiques.